# Стратегия на напрежение
Стратегия на напрежението (на италиански: strategia della tensione) е недоказана теория, според която „великите сили“ разбиват, контролират и манипулират общественото мнение, чрез използването на заплахи, дезинформация, агенти провокатори и терористични операции под фалшив флаг.

Началото на теорията се поставя с подозрението, че САЩ и военният режим в Гърция от 1967 – 1974 г. поддържат крайно десни терористични групи в Италия и Турция, за да внесат паника сред населението, което в отговор да предпочете по-силно и диктаторско правителство. Теорията далеч не е общоприета, спорът продължава около неприемани доказателства за намесата на правителството на САЩ.

## Италия
Терминът навлиза при разследванията на терористичните атаки през 1970-те и 1980-те. По-значителни от тях са атентатите на:
- „Пиаца Фонтана“
- експреса „Италикус“
- „Пиаца дела Лоджиа“
- Болонската железопътна линия

## Турция
Организацията „Контрагерила“ (турската част от Операция Гладио) е обвинявана в преследване на подобна стратегия, за да оправдае военния преврат през 1980 г. През 2008 г. са арестувани над сто души по обвинения в планирането на подобна стратегия.

## Гърция
Обвиненията в стратегия на поддържане на напрежението продължават и днес.